# Besaia suisharyonis
Besaia suisharyonis är en fjärilsart som beskrevs av Embrik Strand 1915. Besaia suisharyonis ingår i släktet Besaia och familjen tandspinnare. Inga underarter finns listade i Catalogue of Life.